# Jean-Baptiste Carpeaux

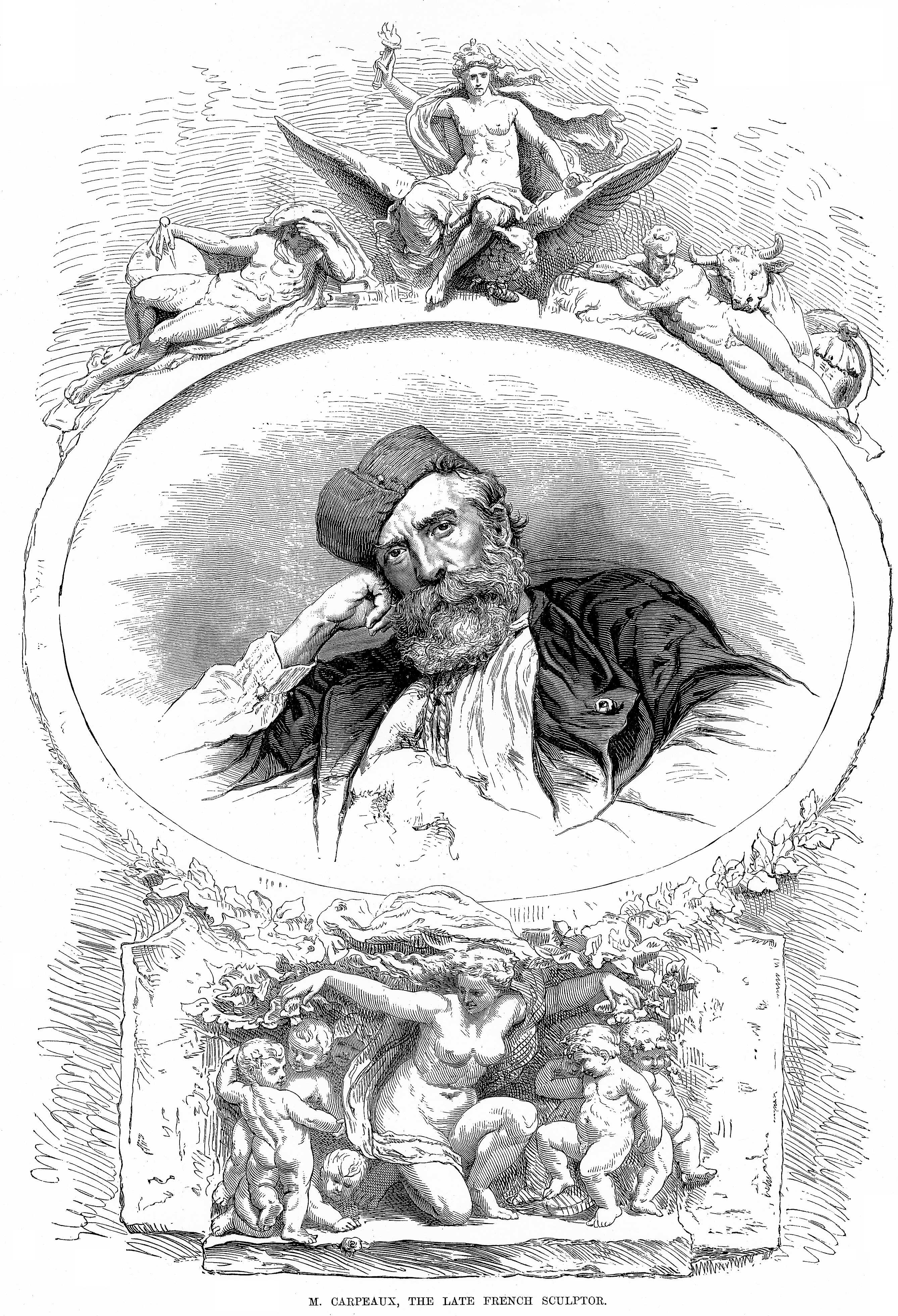
Illustrazione di Jean-Baptiste Carpeaux

Jean-Baptiste Carpeaux (Valenciennes, 11 maggio 1827 – Courbevoie, 12 ottobre 1875) è stato uno scultore e pittore francese.

## Biografia
Figlio di un muratore, la sua prima formazione artistica si svolse sotto la guida di François Rude, dal quale derivò gli slanci energici.
Successivamente Carpeaux si iscrisse nella École des beaux-arts ("Scuola di Belle Arti"), dove assimilò il freddo accademismo del Duret nel 1844 e vinse il Prix de Rome dieci anni dopo, e quindi poté trasferirsi a Roma in cerca di ispirazione, dato che studiò i lavori di Michelangelo, Donatello e Verrocchio. Il suo soggiorno romano, dal 1854 al 1861, gli consentì di approfondire sia le sue conoscenze artistiche sia di sviluppare un gusto di spontaneità, che egli riuscì a saldare con i principi dell'arte barocca.
Ben presto Carpeaux iniziò a prendere spunto per i suoi soggetti dalla vita comune, rompendo con la tradizione classica ed avvicinandosi ad uno stile realistico.
Durante la sua permanenza romana Carpeaux realizzò sia opere di gusto romantico, come nel caso di Ugolino e i suoi figli, sia una versione plastica del Pescatorello con la conchiglia, ispirato da un tema già esaminato in precedenza dal Rude.
Rifece più versioni della stessa opera negli anni seguenti, valga ad esempio quella esibita al Salon del 1863.
Una volta rientrato a Parigi riuscì ad accattivarsi le simpatie di Napoleone III, nonostante alcuni attriti con i colleghi ed il pubblico.
Fu proprio questo il miglior momento creativo dell'artista, sospinto dal suo modellato sinuoso e vellutato, e difatti l'altorilievo di Flora, raffigurante la dea circondata da putti all'interno di una grotta di fiori, e la Danza per la facciata dell'Opéra (1869), con il suo complesso scultoreo evidenziarono una ottima vena ispiratrice.
I suoi lavori seguenti furono un complesso raffigurante le varie parti del mondo che innalzano la sfera celeste per la fontana dell'Osservatorio, l'opera scultorea (Antoine Watteau) realizzata per la sua città di origine e il complesso di Psiche che disarma Amore.
Carpeaux raggiunse la notorietà anche per numerosi busti ritratti intrisi di un fervido realismo, tra i quali si annoverarono quello commissionato da Napoleone III per la Principessa Matilde, La baronessa Sipière e Mademoiselles Fiocre.
Tra i suoi allievi si possono citare: Jules Dalou, Jean-Louis Forain e lo scultore statunitense Olin Levi Warner.
Morì all'età di 48 anni presso Courbevoie, fu dapprima sepolto a Parigi nel cimitero d'Auteuil, poi le sue spoglie furono inumate e trasferite al cimitero di Saint-Roch a Valenciennes.

## Opere
- Ugolino e i suoi figli (Ugolin et ses fils) (1861, Metropolitan Museum of Art)[5]
- Flora e un bassorilievo per la facciata del Pavillon de Flore, Palazzo del Louvre, 1865
- Perché nascere schiava! (Pourquoi naître esclave?), 1867-1868
- Fontana Carpeaux o Fontana dell'Osservatorio, presso i Giardini del Lussemburgo, 1867-1874.
- La danza (La Danse), commissionato per il Palais Garnier nel 1869, caratterizzato da scene di nudo e quindi criticato per offesa a senso del pudore
- Pescatorello con la conchiglia (Jeune pêcheur à la coquille) - nel Louvre, Parigi[6]
- Ragazza con conchiglia
- Antoine Watteau, monumento a Valenciennes
- Il gruppo allegorico per il municipio di Valenciennes, 1860-1873

## Galleria d'immagini
(alcune opere di Jean-Baptiste Carpeaux)

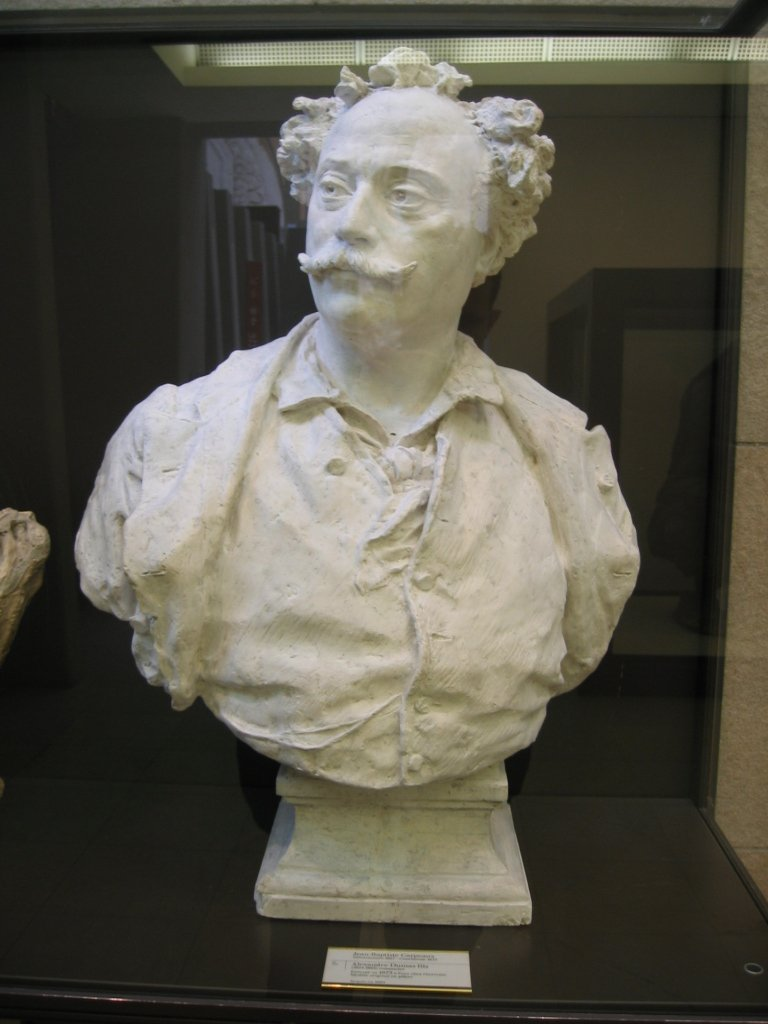
Busto di Alexandre Dumas figlio, Museo d'Orsay
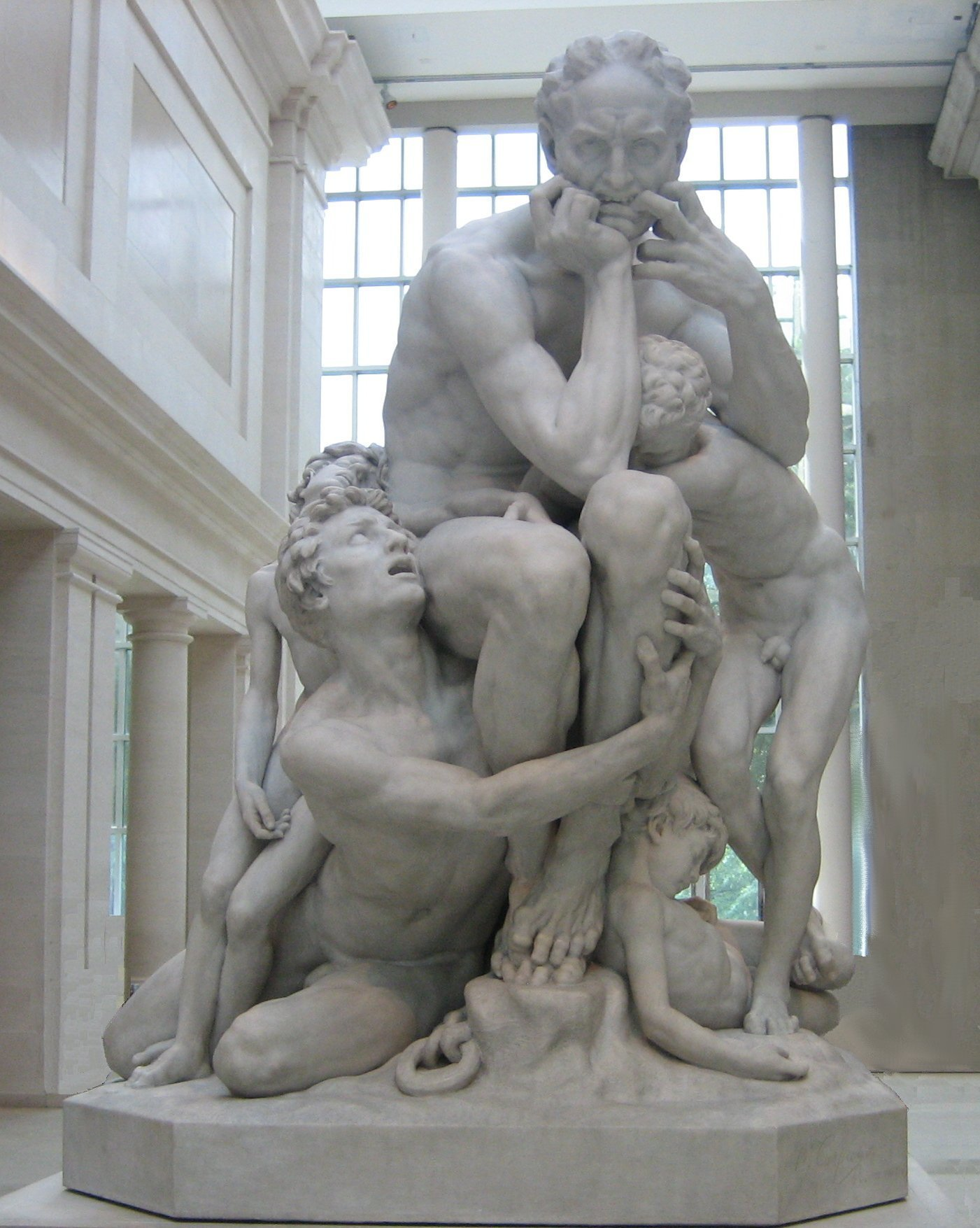
Ugolino e i suoi figli, Metropolitan Museum of Art.
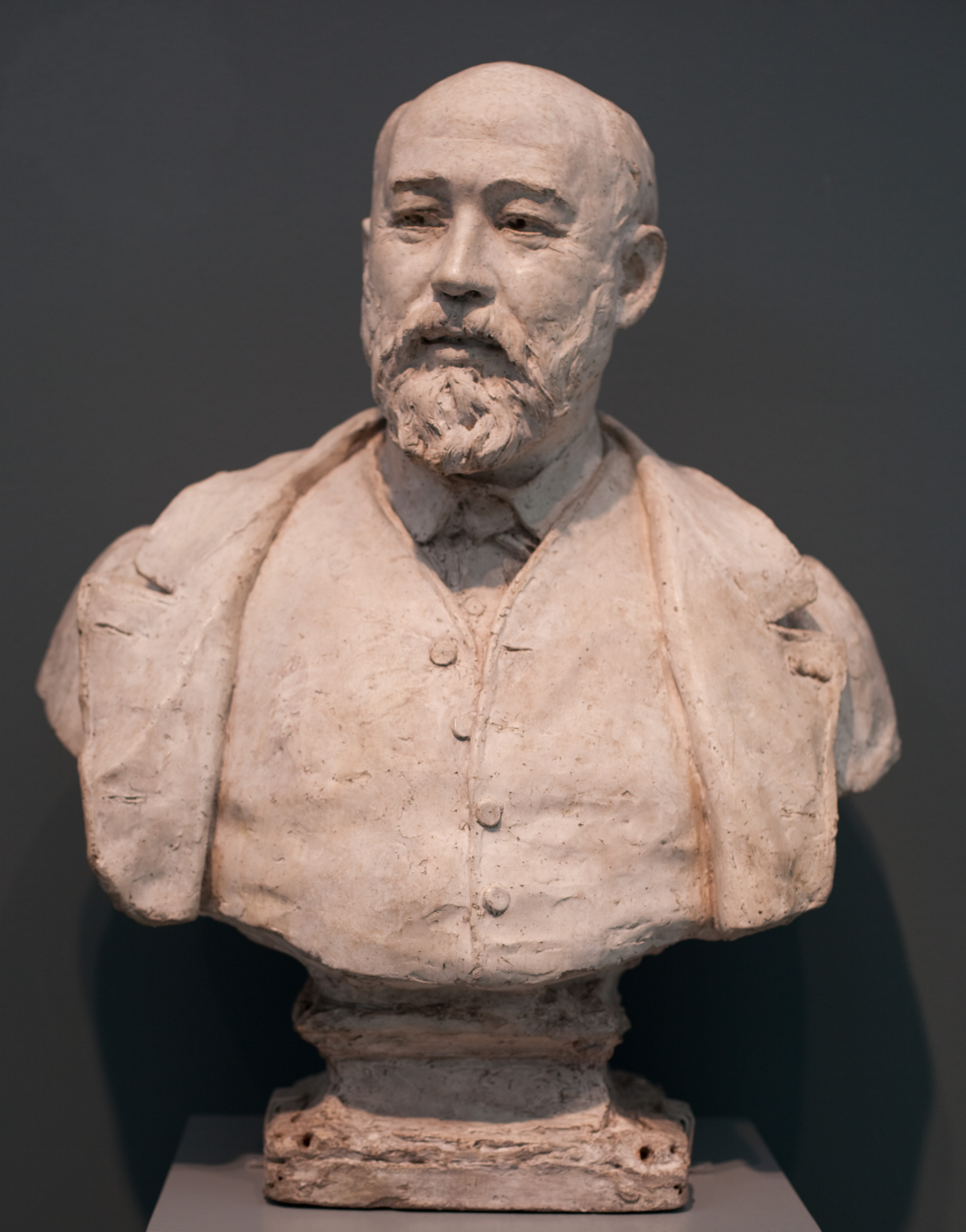
Chardon-Lagache, 1872-1873, Carnegie Museo d'Arte
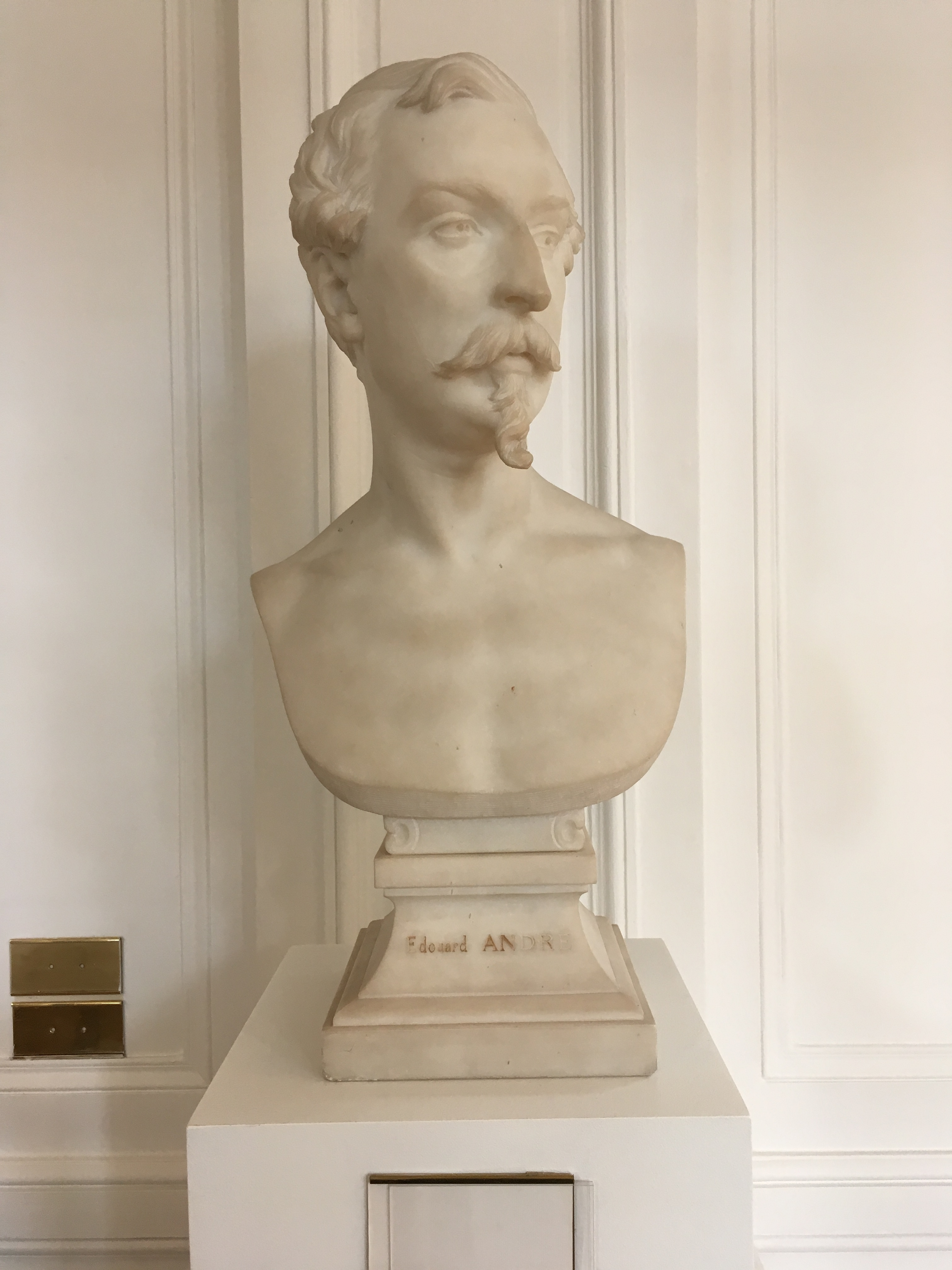
Busto in marmo di Edouard André, 1863, Parigi, Museo d'Orsay